# Kluszkowce
Kluszkowce ist eine Ortschaft mit einem Schulzenamt der Gemeinde Czorsztyn im Powiat Nowotarski der Woiwodschaft Kleinpolen in Polen.

## Geographie
Der Ort liegt am Bach Kluszkowianka am nördlichen Ufer des Czorsztyn-Stausees unterhalb den Bergen Lubań in den Gorcen und Wdżar in den Pieninen in der Region Podhale an der Woiwodschaftsstraße 969.

## Geschichte
Die Neusiedlung super Dunayecz ultra castrum nostrum Wronyn wurde im Jahre 1307 gegründet und gehörte bis 1320 zu den Klarissen in Stary Sącz. Im Jahr 1320 erlaubten die Klarissen gewissenem Hynek de Niger das Dorf diesmal nach Magdeburger Recht auf 60 fränkischen Hufen zu gründen. Ab diesem Jahr gehörte das Dorf der Starostei Czorsztyn an. Der heutige Name erschien später: Clessino (1350), Kloczownicze (1413), Chloczkowycze (1513), Kloskovicze (1529), Kliszkowice (1551), Kluskowice (1581).  Bis 1577 war sie der Sitz einer Pfarrei, und dann wurde sie eine Filiale der Pfarrei in Maniowy.
Das Dorf gehörte zunächst zum Königreich Polen (ab 1569 Adelsrepublik Polen-Litauen), Woiwodschaft Krakau, Kreis Sącz. Bei der Ersten Teilung Polens kam das Dorf 1772 zum habsburgerischen Königreich Galizien und Lodomerien und ab 1804 zum habsburgischen Kaiserreichs. Nach dem Ende des Ersten Weltkriegs und dem Zusammenbruch der k.u.k. Monarchie kam Kluszkowce 1918 zu Polen. Nach dem deutschen Überfall auf Polen wurde der Ort im Zweiten Weltkrieg von der Wehrmacht besetzt und wurde Teil des Generalgouvernement. Von 1975 bis 1998 gehörte Kluszkowce zur Woiwodschaft Nowy Sącz.
Nach der Errichtung des Staumauer in Niedzica wurde es 1996 teilweise vom Czorsztyn-Stausee überschwemmt.

## Tourismus
Kluszkowce war bereits seit Anfang des 20. Jahrhunderts ein beliebter Ferienort. Seit der Errichtung des Stausees spielt der Tourismus eine noch wichtigere Rolle. Die touristische Infrastruktur ist sehr gut ausgebaut.

## Wanderwege
Markierte Routen von Kluszkowce:
- ▬ ein blau markierter Wanderweg von Kluszkowce über den Bergpass Przełęcz Snozka auf den Gipfel und weiter auf den Lubań in den Gorce.
- ▬ ein grün markierter Lehrpfad von Kluszkowce über die Schlucht Wąwóz Papieski auf den Gipfel.

### Wassersport
Der Ort hat Zugang zum Badesee. Es gibt eine Schiff- und Bootsanlegestelle. Dort legt die Weiße Flotte an. Es gibt auch die Möglichkeit, Segelboote und Kajaks zu mieten.

### Wintersport
Im Ort gibt es das Skigebiet Czorsztyn-Ski, das zum Skipassverband TatrySki gehört.

## Galerie

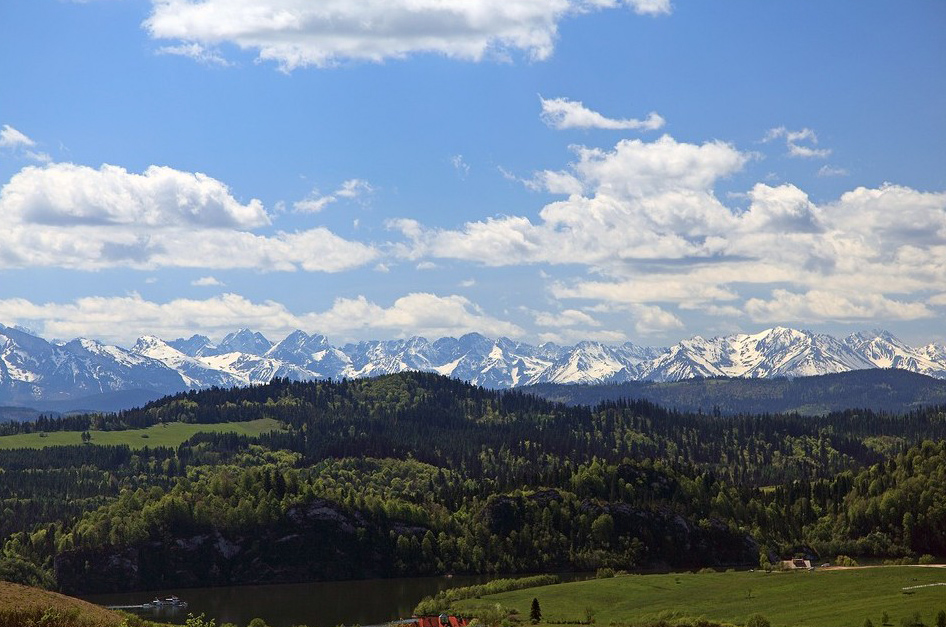
Blick auf die Tatra
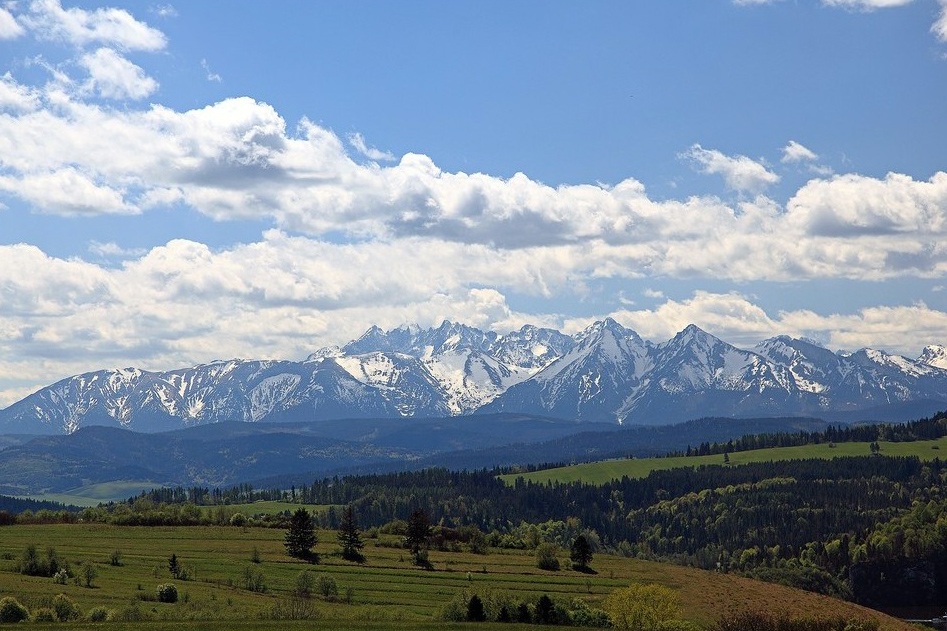
Blick auf die Tatra
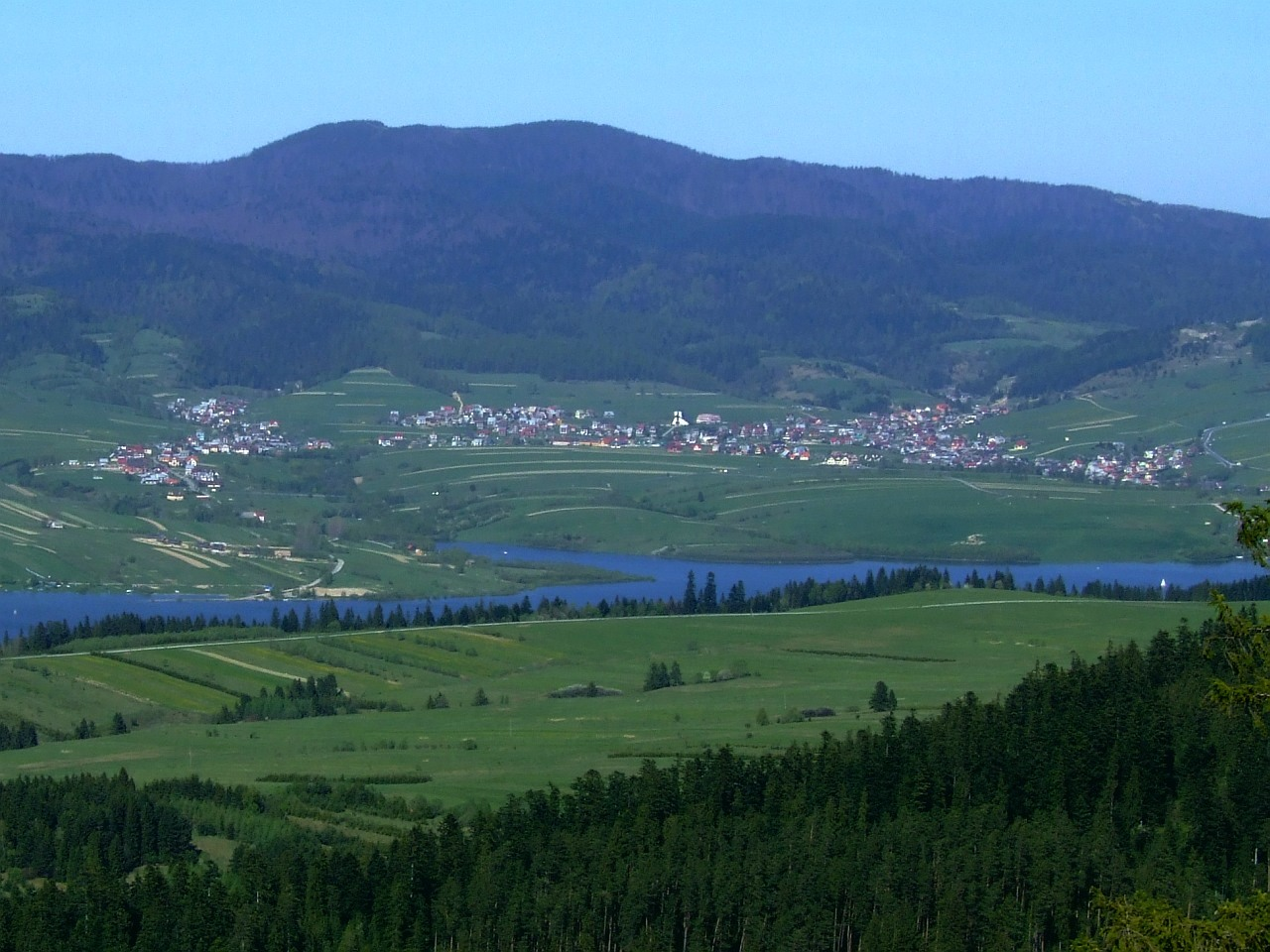
Blick von den Pieninen
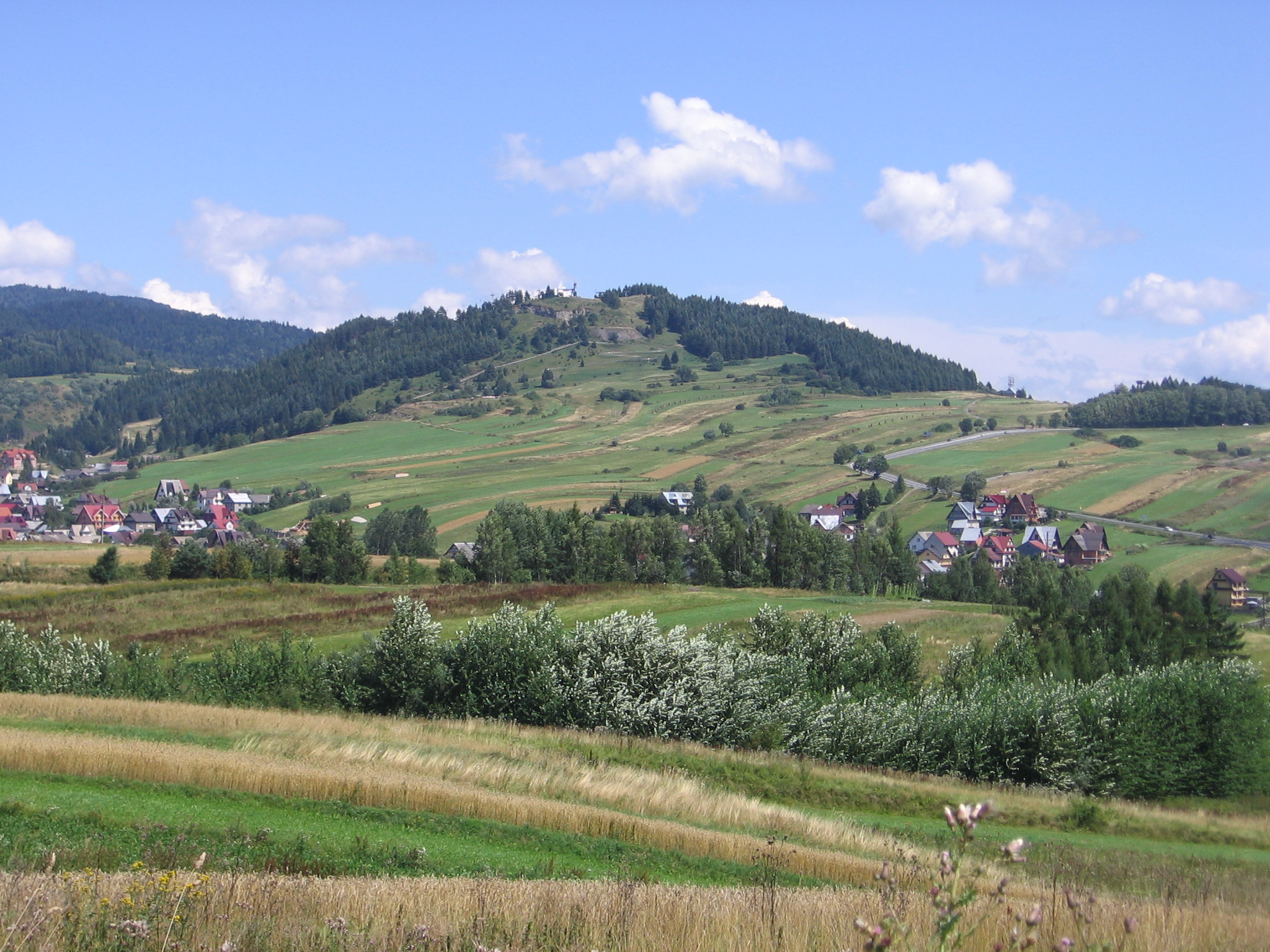
Blick auf Wdżar
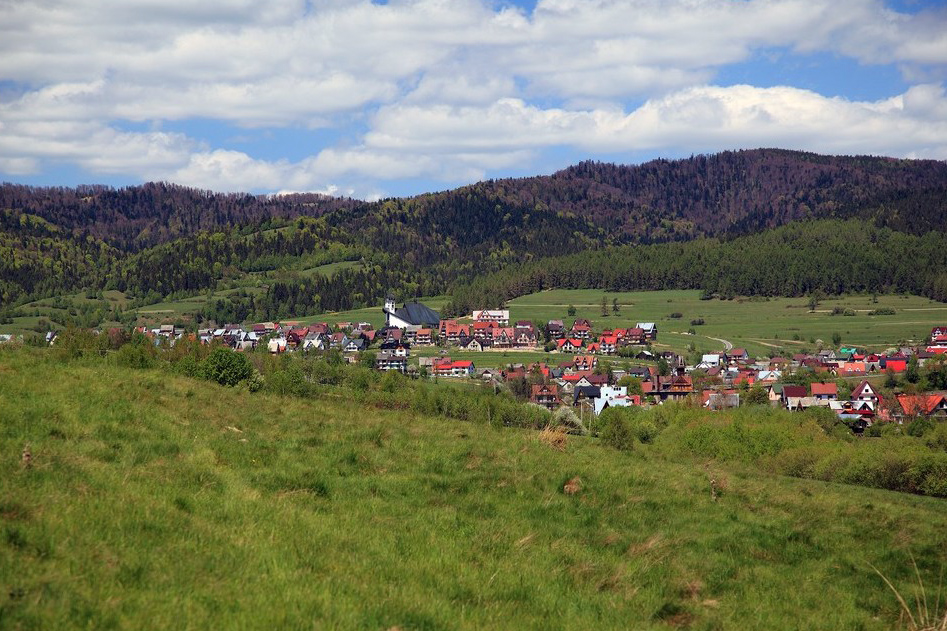
Blick von den Gorce
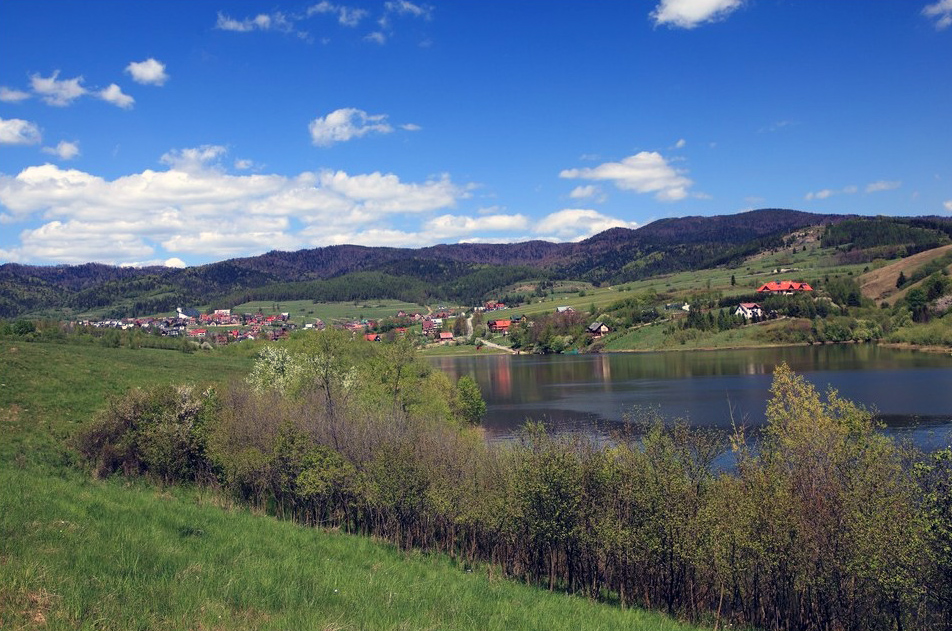
Blick auf den See
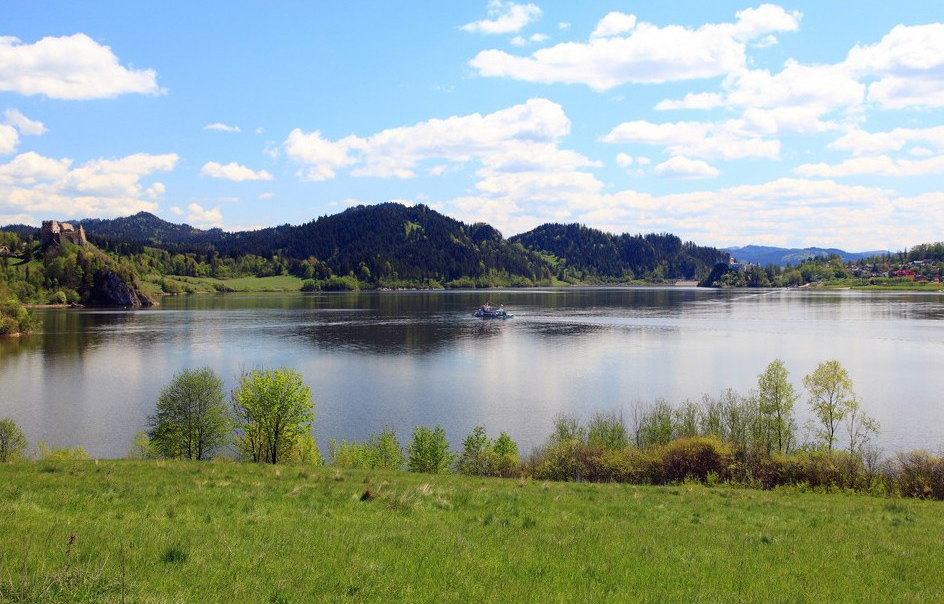
Blick auf den See
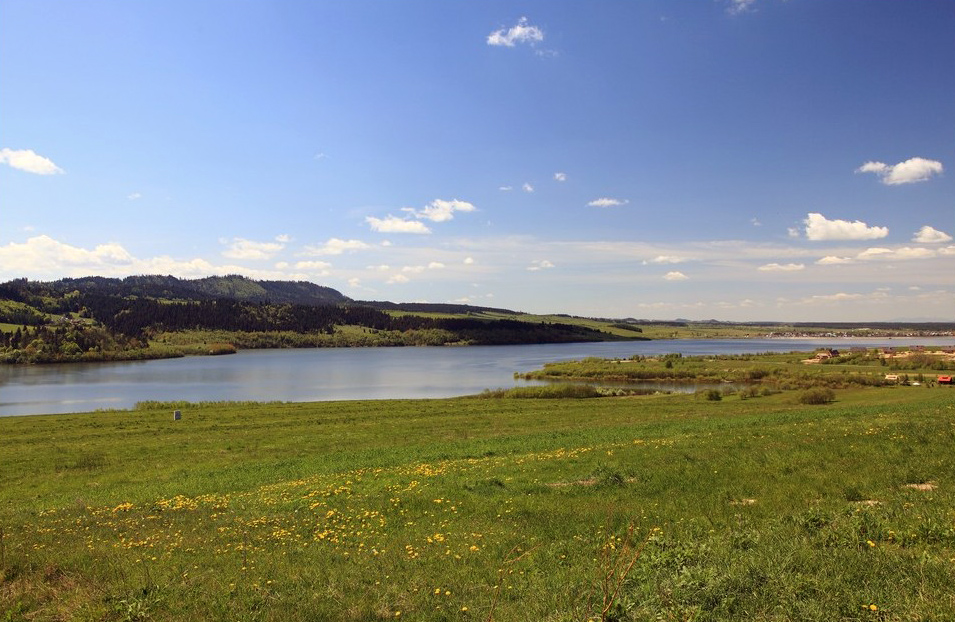
Blick auf den See
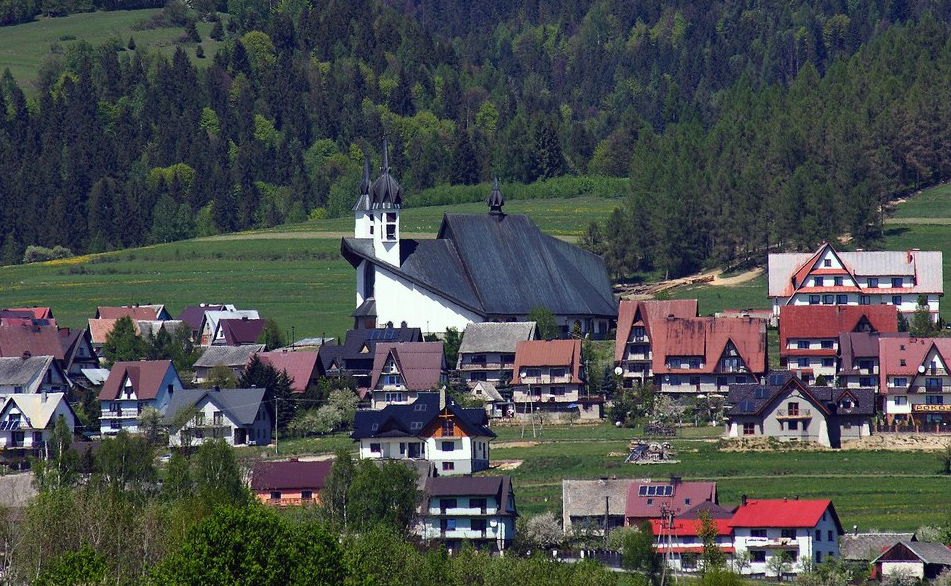
Ortskern